# Алкивиадис Мосхонисиос
Алкивиадис Мосхонисиос (на гръцки: Αλκιβιάδης Μοσχονήσιος) е гръцки офицер и революционер, деец на Гръцката въоръжена пропаганда в Македония от началото на XX век.

## Биография
Роден е вероятно на остров Мосхониси, днес Джунда, Турция. Става военен и стига офицерски чин в гръцката армия. Мосхонисиос се включва в гръцката въоръжена пропаганда в Македония. Назначен е като военен експерт в гръцкото консулство в Солун. Там е близък сътрудник на организатора на пропагандата Димитриос Какавос от ноември 1908 г. до юни 1909 година. Константинос Мазаракис го определя като агент от първи ред.